# Slavs and Tatars
Slavs and Tatars sind ein Künstlerkollektiv mit Sitz in Berlin, 2006 von Kasia Korczak und Payam Sharifi ursprünglich als Lesegruppe gegründet. Selbstbezeichnet als „Splittergruppe der Polemik und engen Freundschaft,“ widmen sie sich dem Gebiet „östlich der Berliner und westlich der Chinesischen Mauer, bekannt als Eurasien“. Ihre Praxis besteht aus Ausstellungen, Publikationen und Lecture Performances.

## Geschichte und Werk
Slavs und Tatars Arbeiten beziehen sich auf Referenzen aus Popkultur, spirituellen und esoterischen Traditionen, Oral History, modernen Mythen, sowie wissenschaftlicher Forschung. Nicholas Cullinan beschrieb Slavs and Tatars in einem Artforum Artikel als “the most cosmopolitan of collectives, where a geopolitics of globe-trotting allows their shape-shifting projects and concerns to continuously cross-pollinate divergent, and sometimes diametrically opposed, cultural specificities.” (deutsch: „das kosmopolitischste aller [Künstler-] Kollektive, deren weltenbummlerhafte Geopolitik es ihren veränderlichen Projekten und Anliegen erlaubt, ständig abweichende oder gar gegensätzliche kulturelle Spezifitäten gegenseitig zu befruchten.“)
Die Praxis von Slavs and Tatars kann in verschiedene Arbeitszyklen eingeordnet werden – mit Themen, die von Fermentation als politischer Diskurs („Pickle Politics“) über mittelalterliche Ratgeberliteratur („Mirrors for Princes“) bis hin zu Deutsch-Islamischer Geschichte („Made in Germany“) reichen.
Ein wichtiger Aspekt der multidisziplinären Arbeiten von Slavs and Tatars ist der „metaphysischer Spagat“ – die Auflösung kultureller oder logischer Widersprüche. Konkurrierende Nutzbarkeiten („Poesie und Politik“), Ideologien („Marx und Mohammed“), oder Regionen („Polen und Persien“) aus eurasischen Traditionen werden in „polemischen Aussagen oder Objekten verdichtet“ und so durch den „hypothetischen Turner“ verbildlicht.

### Ausstellungen

#### Einzelausstellungen
- 2008: A Thirteenth Month Against Time, Newman-Popiashvili Gallery, New York
- 2009: Kidnapping Mountains, Netwerk Center for Contemporary Art, Aalst+
- 2010: Common Wealth, Ooga Booga, Los Angeles
- 2011: Friendship of Nations: Polish Shi'ite Showbiz, Kiosk, Koninklijke Academie voor Schone Kunsten, Ghent
- 2011: A Monobrow Manifesto, Neuer Aachener Kunstverein
- 2011: Przyjaźń Narodów: Lahestan Nesfeh-Jahan, Gdańsk City Gallery
- 2012: Not Moscow Not Mecca, Secession, Vienna
- 2012: Khhhhhhh, Moravian Gallery, Brno
- 2012: Continuous Conversation (mit Janek Simon), Karlin Studios, Prague
- 2012: Not Moscow Not Mecca, Kraupa-Tuskany Zeidler, Berlin
- 2012: Too Much Tłumacz, Raster Gallery, Warsaw
- 2012: Never Give Up the Fruit, Forever & Today, New York
- 2012: Projects 98: Beyonsense, Museum of Modern Art, New York
- 2013: Long Legged Linguistics, Art Space Pythagorion, Samos
- 2013: Friendship of Nations: Polish Shi’ite Showbiz, Presentation House, Vancouver und REDCAT, Los Angeles
- 2013: Behind Reason (mit Cevdet Ereks Anti-Pattern), Künstlerhaus Stuttgart
- 2014: Naughty Nasals, Arsenal Gallery, Białystok
- 2014: Concentrations 57: Slavs and Tatars, Dallas Museum of Art
- 2014: Lektor, GfZK, Leipzig
- 2014: Mirrors for Princes, Kunsthalle Zürich
- 2014: Language Arts, The Third Line, Dubai
- 2015: Mirrors for Princes, Institute for Modern Art, Brisbane
- 2015:  Dschinn and Dschuice, Kraupa-Tuskany Zeidler, Berlin
- 2015:  Mirrors for Princes: Both Sides of the Tongue, NYU Abu Dhabi Art Gallery
- 2015:  Stongue, Kunsthal Aarhus
- 2015:  Lektor, Collective Gallery, Edinburgh
- 2015: Long Legged Linguistics, Trondheim Kunstmuseum
- 2016: Slavs and Tatars: Lecture-Performances 2009–2016, Villa Empain, Brussels
- 2016: Towarzystwo Szubrawców, Raster Gallery, Warsaw
- 2016: Made in Germany, The Third Line, Dubai
- 2016: Mirrors for Princes, Blaffer Art Museum, Houston
- 2016: Afteur Pasteur, Tanya Bonakdar Gallery, New York
- 2016: Mouth to Mouth, Ujazdowski Castle Centre for Contemporary Art, Warsaw
- 2017: Reading Room, Kraupa-Tuskany Zeidler, Berlin
- 2017:  E–Z Chasm, Kalfayan Galleries, Athens
- 2017:  Nose to Nose, Pejman Foundation, Tehran
- 2017:  Mouth to Mouth, SALT Galata, Istanbul und CAC, Vilnius
- 2018: Saalbadereien / Bathhouse Quackeries, Westfälischer Kunstverein, Münster
- 2018: Pickle Politics, Kulturhuset, Stockholm
- 2018: Kirchgängerbanger, ar/ge kunst, Bolzano
- 2018: Made in Dschermany, Albertinum, Dresden
- 2018: Sauer Power, Kunstverein Hannover
- 2019: Моваланд, Ў Gallery, Minsk
- 2025: Simurgh, Staatliche Kunsthalle Baden-Baden

#### Gruppenausstellungen
Slavs and Tatars arbeiten wurden u. a. im Tate Modern, Centre Pompidou, İstanbul Modern und im Artists Space, New York ausgestellt, sowie bei der 8. Berlin Biennale, 2017, der 9. Gwangju Biennale, 2012, der 1. Yinchuan Biennale, 2016, der 10. Manifesta, 2018, und der  58. Venedig Biennale.

### Publikationen
Als Lesegruppe gegründet, haben Slavs and Tatars viele Bücher mit verschiedenen Verlegern herausgebracht:
- Love Me, Love Me Not: Changed Names. Book Works, London 2010, ISBN 978-1-906012-19-9.
- Molla Nasreddin. jrp|ringier, Zürich 2011, ISBN 978-3-03764-212-2.
- Not Moscow, Not Mecca. Revolver Verlag / Secession, Wien 2012, ISBN 978-3-86895-219-3.
- Khhhhhhh. Mousse Publishing und Moravian Gallery, Brno 2012, ISBN 978-80-7027-249-7.
- Friendship of Nations: Polish Shi’ite Showbiz. Book Works, London 2013, ISBN 978-1-906012-42-7.
- Naughty Nasals. Galeria Arsenał, Białystok 2014, ISBN 978-83-8977853-6.
- Mirrors for Princes. jrp|ringier, Zürich 2015, ISBN 978-3-03764-407-2.
- Kirchgängerbanger. Westfälischen Kunstverein, Münster 2018, ISBN 978-2-940524-70-9.
- Wripped Scripped. Hatje Cantz, Berlin 2108, ISBN 978-3-7757-4472-0.

Des Weiteren wurde 2017 die erste Monographie zu Slavs and Tatars Arbeit bei Walther König von Pablo Larios herausgegeben.
- Pablo Larios (Hrsg.): Slavs and Tatars. König Books, Köln 2017, ISBN 978-3-96098-070-4.

### Performances
Slavs and Tatars dozieren regelmäßig an führenden Universitäten und Museen, u. a. an der Yale University,  Universität Warschau, Princeton University, UCLA und der New York University, Abu Dhabi. Ihre Lecture Performances befassen sich mit Themen wie Russischem und Sowjetischen Orientalismus (I Utter Other, seit 2014), der Iranischen Revolution und der Polnischen Solidarność   (79.89.09, seit 2009), die Schriftsysteme die Großmächte begleiten (Transliterative Tease, seit 2013) und Entwürfe schwarzer Identität in Russland (Red-Black Thread, seit 2018).